# Miguel Córcega
Miguel Córcega (Cidade do México, 24 de outubro de 1929 – 29 de setembro de 2008) foi um ator e diretor de telenovelas mexicano.

## Biografia
Miguel Córcega iniciou sua carreira como ator e diretor durante a década de 1940. Dirigiu várias telenovelas mexicanas muito populares, tais como Cuando Llega el Amor, Los Parientes Pobres, Laços de Amor, e Mi Destino Eres Tú, todas da Lucero; e O Privilégio de Amar, com Adela Noriega, exibida 4 vezes no SBT. Como ator, seu último trabalho foi como "Padre Anselmo", em Cuidado com o Anjo, com a ex-RBD Maite Perroni, entanto, foi forçado a se aposentar devido a doença, no momento em que tal telenovela estava num estágio de grande popular no México. Seu papel passou ao ator Héctor Gómez.
Miguel Córcega morreu de um acidente vascular cerebral (AVC), na Cidade do México, em 29 de setembro de 2008, aos 78 anos de idade. Seu funeral foi no Jardim do Panteão do México, na Cidade do México.

## Telenovelas que atuou
- 2008 - Cuidado con el ángel … Padre Anselmo Vidal
- 2005 - Peregrina … Felipe
- 2004 - Inocente de ti …  Mauricio Riveroll
- 2002 - Entre el amor y el odio … Don Manuel Robles
- 2000 - Abrázame muy fuerte … Ignacio
- 1998 - El privilegio de amar ... Luis
- 1998 - La usurpadora … Braulio
- 1995 - Pobre niña rica
- 1994 - Más allá del puente … Herman
- 1993 - Dama de noche … Rolando Matute
- 1989 - Flor y canela … El Galan
- 1984 - Los años felices … Elias
- 1983 - Un solo corazón … Alfonso
- 1979 - J.J. Juez
- 1978 - Viviana … Don Gerardo Aparisio
- 1977 - Marcha nupcial … Dr. Mario López
- 1973 - Amaras a tu projimo
- 1971 - El amor tiene cara de mujer … Alberto
- 1970 - La constitución
- 1970 - Aventura
- 1970 - Cosa juzgada
- 1969 - Rosario
- 1969 - Lo que no fue
- 1968 - Destino la gloria
- 1967 - Dos pintores pintorescos
- 1967 - Cuna vacía
- 1967 - El cuarto mandamiento
- 1967 - Atormentada
- 1966 - La duquesa
- 1964 - Debiera haber obispas
- 1962 - Nuestros odiosos maridos
- 1962 - Un hijo cayó del cielo
- 1962 - La herida del tiempo
- 1961 - Y Dios la llamó Tierra
- 1961 - Risas amargas
- 1960 - El dolor de pagar la renta
- 1960 - Un amor en la sombra
- 1959 - El zarco
- 1957 - Donde las dan las toman
- 1957 - Cada hijo una cruz
- 1956 - El medallón del crimen
- 1956 - Pura vida … Daniel
- 1955 - La fuerza del deseo
- 1955 - El vendedor de muñecas
- 1963 - Padre nuestro (1953)
- 1952 - Carne de presidio
- 1952 - Te sigo esperando
- 1951 - Sentenciado a muerte
- 1950 - Las dos huerfanitas
- 1949 - La dama del velo

## Telenovelas que dirigiu
- 2008 - Fuego en la sangre
- 2007 - Destilando amor
- 2005 - Peregrina
- 2005 - La esposa virgen
- 2004 - Inocente de ti
- 2003 - Mariana de la noche
- 2002 - Entre el amor y el odio
- 2001 - Sin pecado concebido
- 2000 - Abrázame muy fuerte
- 2000 - Mi destino eres tú
- 1998 - El privilegio de amar
- 1997 - María Isabel
- 1996 - Lazos de amor
- 1996 - Te sigo amando
- 1995 - Alondra
- 1994 - Más allá del puente
- 1993 - Entre la vida y la muerte
- 1993 - Los parientes pobres
- 1990 - Cuando llega el amor
- 1989 - Mi segunda madre
- 1988 - Yo no creo en los hombres
- 1987 - Como duele callar
- 1987 - Amor en silencio
- 1986 - Marionetas
- 1985 - Esperándote
- 1971 - La maestra
- 1970 - El precio de un hombre

## Ligações Externas
- Miguel Córcega. no IMDb.